# Sympherobius zelenyi
Sympherobius zelenyi är en insektsart som beskrevs av Alayo 1968. Sympherobius zelenyi ingår i släktet Sympherobius och familjen florsländor. Inga underarter finns listade i Catalogue of Life.